# Atrococcus bartangica
Atrococcus bartangica  (лат.) — вид полужесткокрылых насекомых-кокцид рода Atrococcus из семейства мучнистые червецы (Pseudococcidae).

## Распространение
Азия: Таджикистан.

## Описание
Питаются соками яснотковых растений, например, таких как Шлемник (Scutellaria, Lamiaceae). 
Вид был впервые описан в 1975 году советским энтомологом Б. Б. Базаровым. Atrococcus bartangica включён в состав рода Atrococcus вместе с видами A. luffi, A. suaedae, A. groenlandensis, A. melanovirens, A. colchicus, A. gouxi, A. altaicus, A. pauperculus, A. salviae, A. saxatilis, A. labiatarum, A. zirnitsi и другими таксонами.